# Sci alpino al V Festival olimpico invernale della gioventù europea
Le gare di sci alpino al V Festival olimpico invernale della gioventù europea si sono svolte dall'11 al 15 maggio 2001 a Vuokatti, in Finlandia.
Sono state disputate due gare maschili e due gare femminili, per un totale di 4 gare.

## Podi

### Ragazzi
| Evento           | Oro                | Argento            | Bronzo            |
| Slalom           | Patrick Kueng      | Manuel Sandbichler | Kurt Pittschieler |
| Slalom parallelo | Manuel Sandbichler | Thomas Perrier     | Steve Missillier  |

### Ragazze
| Evento           | Oro                     | Argento              | Bronzo             |
| Slalom           | Jessica Lindell-Viharby | Chiara Costazza      | Therese Borssen    |
| Slalom parallelo | Ana Drev                | Michaela Kirchgasser | Tone Jersin Ansnes |